# Амр ибн Абаса
Амр ибн Абаса ас-Сулами (араб. عمرو بن عبسة السلمي‎; род. Мекка) — сподвижник исламского пророка Мухаммеда и один из передатчиков хадисов. Он был одним из первых, кто принял ислам.

## Биография
По его собственным словам, Амр ибн Абаса встретил исламского пророка Мухаммеда в Мекке в первые дни его пророчества и спросил его: «Кто ты?» Тот ответил: «Я — пророк». Затем Амр спросил: «Кто такой пророк?» Он ответил: «Я послан Богом». «С чем послал тебя Бог?» — спросил Амр. «С заповедью уничтожать идолов и относиться к своим родственникам по-доброму; верить в единого Бога и не относиться ни к кому как к Его сотоварищу», — ответил Мухаммед. После чего Амр ибн Абаса принял ислам в Мекке и стал следовать за Мухаммедом. После того, как Амр ибн Абаса принял ислам, он вернулся на землю своего народа, Бану Салим». Он жил в Сафне и Хазе, которые были частью земли Бану Салим. Он оставался там, пока не миновали битвы при Бадре, Ухуде, Битва у рва, аль-Худайбийя и Хунейне. Затем он пришёл к Посланнику Аллаха, в Медину, и сопровождал его, и передавал от него хадисы. Исламский историк Ибн Хаджар аль-Аскаляни написал: «Я придерживаюсь мнения, что он умер в конце правления третьего праведного халифа Усмана ибн Аффана, потому что я не видел его имени, упомянутого в первой фитне, которая имела место в то время или во время халифата Муавии». Он умер в Хомсе и был похоронен там. У него был сын по имени Абдулла.